# Tom Poes en de tik van Joost
Tom Poes en de tik van Joost is een ballonstripverhaal uit de Tom Poes-reeks. Het stond eind 1964 en begin 1965 als vervolgverhaal in de Donald Duck. In 1974 werd het als tweede Tom Poes-verhaal (na Tom Poes en de schatscherven) uitgegeven in de Oberon-reeks.

## Samenvatting
Op een dag krijgt Joost terwijl hij aan het werk is op slot Bommelstein ineens last van een "tik". Hij doet hierdoor onbewust de gekste dingen, waarvan hij zich het volgende moment niets meer kan herinneren. Heer Bommel ontslaat Joost in eerste instantie. Tom Poes weet Heer Bommel ertoe te bewegen over zijn hart te strijken, aangezien Joost duidelijk ziek is en hulp nodig heeft. De vreemde "tik" blijkt vervolgens ook nog zeer besmettelijk. 
Met zijn drieën gaan ze op reis om een manier te vinden Joost te genezen. Op hun reis besmetten ze voortdurend anderen met de "tik", zoals kapitein Wal Rus en de vorst van een oosters land waar ze terechtkomen. Ook de artsen die Joost onderzoeken  worden zelf tijdelijk aangestoken. 
Uiteindelijk wordt de oorzaak van Joosts ziekte achterhaald: hij blijkt al langere tijd een hekel aan zijn werkgever te hebben vanwege de autoritaire manier waarop Heer Bommel hem behandelt. Als Joost vervolgens op zijn beurt een tijdlang door heer Bommel (die denkt dat Joost op sterven ligt) wordt verpleegd, is ook Joosts "tik" hierna definitief verdwenen.

## Trivia
- Ook op de momenten dat Joost onder invloed van zijn tik is, blijft hij tegenover iedereen zijn standaard beleefdheidsformuleringen (zoals "Met uw welnemen") gebruiken.
- In het oosterse land waar ze belanden worden door middel van grote hoorns de onderdanen gemaand te buigen voor de vorst/sultan.[2] Dat wordt "betoeteren" genoemd. Als de vorst echter die tik heeft, draait hij de rollen om, en dus zijn ze dus allemaal "betoeterd" (woordspeling).
- De eerste hersenscan vond plaats in 1971, terwijl dit verhaal al van 1964 is.[3]